# 达拉比格兹
达拉比格兹是冰岛西部区的市镇。市镇面积为2,421平方公里，人口数量为653人（2023年）。市镇内主要居民点为布扎達呂爾。